# Entalophoroecia deflexa
Entalophoroecia deflexa är en mossdjursart som först beskrevs av John Nathaniel Couch 1842. Enligt Catalogue of Life ingår Entalophoroecia deflexa i släktet Entalophoroecia och familjen Diaperoeciidae, men enligt Dyntaxa är tillhörigheten istället släktet Entalophoroecia och familjen Annectocymidae. Arten är reproducerande i Sverige. Inga underarter finns listade i Catalogue of Life.